# Челсі Джайлс
Челсі Джайлс (англ. Chelsie Giles, нар. 25 січня 1997) — британська дзюдоїстка, бронзова призерка Олімппійських ігор 2020 року, чемпіонка Європи.

## Виступи на Олімпіадах
| Олімпіада  | Дисципліна | Місце |
| ---------- | ---------- | ----- |
| Токіо 2020 | до 52 кг   | 3     |